# (6034) 1987 JA
(6034) 1987 JA là một tiểu hành tinh vành đai chính. Nó được phát hiện bởi Alan C. Gilmore và Pamela M. Kilmartin ở Mount John University Observatory ở New Zealand, ngày 5 tháng 5 năm 1987.